# Calliandropsis nervosus
Calliandropsis nervosus là một loài thực vật có hoa trong họ Đậu. Loài này được (Britton & Rose) H.M.Hern. & P. miêu tả khoa học đầu tiên.